# Communauté de communes du Canton de Briare
Die Communauté de communes du Canton de Briare ist ein ehemaliger französischer Gemeindeverband mit der Rechtsform einer Communauté de communes im Département Loiret in der Region Centre-Val de Loire. Sie wurde am 29. Dezember 1997 gegründet und umfasste 14 Gemeinden. Der Verwaltungssitz befand sich im Ort Briare.

## Historische Entwicklung
Mit Wirkung vom 1. Januar 2017 fusionierte der Gemeindeverband mit der Communauté de communes du Canton de Châtillon-sur-Loire und bildete so die Nachfolgeorganisation Communauté de communes Berry Loire Puisaye. 

## Ehemalige Mitgliedsgemeinden
1. Adon
2. Batilly-en-Puisaye
3. Bonny-sur-Loire
4. Breteau
5. Briare
6. La Bussière
7. Champoulet
8. Dammarie-en-Puisaye
9. Escrignelles
10. Faverelles
11. Feins-en-Gâtinais
12. Ousson-sur-Loire
13. Ouzouer-sur-Trézée
14. Thou